# Lombardo Ontiveros
Rodolfo Lombardo Ontiveros Gómez (Mazatlán, 9 november 1983) is een Mexicaans beachvolleyballer. Met Juan Virgen won hij een gouden en zilveren medaille bij de Pan-Amerikaanse Spelen en nam hij eenmaal deel aan de Olympische Spelen.

## Carrière

### 2002 tot en met 2014
Ontiveros nam in 2002 en 2003 met Erik Rojo deel aan de wereldkampioenschappen onder 21 in Catania en Saint-Quay-Portrieux en behaalde daarbij respectievelijk een negende en vijfde plaats. In 2005 maakte hij met zijn broer Ulises zijn debuut in de FIVB World Tour; ze namen deel aan twee toernooien en kwamen tot een zeventiende plaats in Acapulco. Het jaar daarop eindigden ze als dertiende in Acapulco. Bovendien wonnen de broers de bronzen medaille bij de Centraal-Amerikaanse en Caraïbische Spelen in Cartagena ten koste van de Puerto Ricanen Raúl Papaleo en Joseph Gil. In 2007 was het duo actief op zeven mondiale toernooien waarbij het niet verder kwam dan twee drie-en-dertigste plaatsen. Bij de Pan-Amerikaanse Spelen in Rio de Janeiro eindigden ze als vijfde nadat ze in de kwartfinale werden uitgeschakeld door de latere winnaars Emanuel Rego en Ricardo Santos. Van 2009 tot en met 2011 waren de broers enkel actief in de Noord-Amerikaanse competitie; ze namen deel aan tien toernooien en boekten een overwinning in Boquerón.
In 2012 wisselde Ontiveros van partner naar Juan Virgen en het duo deed dat jaar mee aan drie toernooien in het NORCECA-circuit met overwinningen in Toluca en Oranjestad. Het daaropvolgende seizoen namen de twee deel aan vier reguliere toernooien in de World Tour en aan de wereldkampioenschappen in Stare Jabłonki, waar ze in de zestiende finale werden uitgeschakeld door de Oostenrijkers Clemens Doppler en Alexander Horst. In de continentale competitie was het duo goed voor zes overwinningen in negen wedstrijden (Boca Chica, Guatemala-Stad, Varadero, Mazatlán, Boquerón en San José). In 2014 behaalden ze met een derde plaats in Puerto Vallarta hun eerste podiumplaats op mondiaal niveau. Bij de vijf overige FIVB-toernooien kwamen ze tot onder meer twee negende plaatsen (Fuzhou en Den Haag). Op continentaal niveau wonnen ze het toernooi van Boquerón. Daarnaast eindigden Ontiveros en Virgen als derde bij de Centraal-Amerikaanse en Caraïbische Spelen in Veracruz, nadat de wedstrijd om het brons van Roberto Rodríguez en Erick Haddock uit de Dominicaanse Republiek gewonnen werd.

### 2015 tot en met 2021
Het jaar daarop namen ze deel aan negen reguliere toernooien in de World Tour met vijfde plaatsen in Saint Petersburg en Rio de Janeiro als beste resultaat. Bij de WK in Nederland bereikten ze de achtste finale waar ze werden uitgeschakeld door het Braziliaanse tweetal Álvaro Filho en Vitor Felipe. Vervolgens wonnen Ontiveros en Virgen minder dan een maand later de gouden medaille bij de Pan-Amerikaanse Spelen in Toronto ten koste van Filho en Felipe. Bovendien boekten ze twee overwinningen in de Noord-Amerikaanse competitie (North Bay en Tavares). In het seizoen 2015/16 deed het duo mee aan veertien reguliere toernooien in de mondiale competitie. Ze behaalden daarbij een tweede (Antalya), twee derde (Xiamen en Fortaleza) en vijf vijfde plaatsen (Kish, Maceió, Fuzhou, Hamburg en Long Beach). Bij de Olympische Spelen in Rio strandden ze in de achtste finael tegen de Nederlanders Reinder Nummerdor en Christiaan Varenhorst. Ontiveros en Virgen sloten het seizoen af met een negende plek bij de World Tour Finals in Toronto.
Het jaar daarop speelden ze in aanloop naar de WK in Wenen zes wedstrijden in het mondiale circuit met onder meer een derde plaats in Olsztyn en negende plaatsen in Xiamen, Rio de Janeiro en Poreč als resultaat. In Wenen verloor het duo in de zestiende finale van Bartosz Łosiak en Piotr Kantor uit Polen. In het FIVB World Tour 2017/18 namen Ontiveros en Virgen deel aan tien FIVB-toernooien. Ze behaalden daarbij een tweede plaats in Qinzhou en eindigden als negende in Itapema en Espinho. Bij de Centraal-Amerikaanse en Caraïbische Spelen in Barranquilla wonnen ze het zilver achter de Cubanen Sergio González en Nivaldo Díaz. Het daaropvolgende seizoen was het tweetal actief op vijf reguliere internationale toernooien met een negende plaats in Jinjiang als beste resultaat. Bij de WK in Hamburg was de tussenronde tegen het Amerikaanse duo Phil Dalhausser en Nick Lucena het eindstation en bij de Finals in Rome kwamen ze niet verder dan een vijf-en-twintigste plaats. Bij de Pan-Amerikaanse Spelen in Lima wisten Ontiveros en Virgen hun titel niet te prolongeren en eindigden ze als tweede achter de Chileense neven Esteban en Marco Grimalt. In de continentale competitie wonnen ze verder het toernooi van Grand Cayman. Tijdens het seizoen 2019/20 speelden ze in verband met de coronapandemie slechts twee wedstrijden met onder andere een negende plaats in Chetumal als resultaat en het seizoen daarop kwamen ze bij vier toernooien niet verder dan drie vijf-en-twintigste plaatsen.

## Palmares
Kampioenschappen
- 2006:  Centraal-Amerikaanse en Caraïbische Spelen
- 2014:  Centraal-Amerikaanse en Caraïbische Spelen
- 2015: 9e WK
- 2015:  Pan-Amerikaanse Spelen
- 2016: 9e OS
- 2018:  Centraal-Amerikaanse en Caraïbische Spelen
- 2019:  Pan-Amerikaanse Spelen

FIVB World Tour
- 2014:  Puerto Vallarta Open
- 2015:  Antalya Open
- 2016:  Xiamen Open
- 2016:  Fortaleza Open
- 2017:  4* Olsztyn
- 2017:  3* Qinzhou